# Tal Shahar
Tal Shahar (em hebraico: טַל שַׁחֹר, lit. Orvalho do Amanhecer) é uma moshav no centro de Israel. Localizada perto Gederot, cai sob a jurisdição do Conselho Regional Mateh Yehuda. Em 2006 tinha uma população de 857.
A vila foi criada em 1948 por imigrantes da Grécia, Polônia e Turquia. Foi nomeada após Henry Morgenthau Jr. (Morgenthau é a palavra em alemão para Orvalho da Manhã)